# Бурмистров Олександр Олегович
Олександр Олегович Бурмистров (рос. Александр Олегович Бурмистров; 21 жовтня 1991, м. Казань, СРСР) — російський хокеїст, центральний нападник. Виступає за «Вінніпег Джетс» у Національній хокейній лізі (НХЛ).
Вихованець хокейної школи «Ак Барс» (Казань). Виступав за «Ак Барс» (Казань), «Беррі Колтс» (ОХЛ), «Атланта Трешерс», «Вінніпег Джетс», «Сент-Джонс АйсКепс» (АХЛ).
В чемпіонатах НХЛ — 194 матчів (23+35).
У складі національної збірної Росії учасник чемпіонату світу 2014 (10 матчів, 1+0). У складі молодіжної збірної Росії учасник чемпіонату світу 2010. У складі юніорської збірної Росії учасник чемпіонату світу 2009.
Досягнення
- Чемпіон світу (2014)
- Срібний призер юніорського чемпіонату світу (2009).